# Așchileu Mare, Cluj
Așchileu Mare (în maghiară Nagyesküllő, în germană Gross-Schwalbendorf) este satul de reședință al comunei Așchileu din județul Cluj, Transilvania, România.
Localitatea este menționată în cronica notarului Anonimus. Conform cronicii, la Așchileu, după înfrângerea lui Gelu ducele românilor, în secolul al IX-lea, românii din țara lui Gelu au fost nevoiți să accepte drept conducător pe Tuhutum, șeful trupelor migratorilor maghiari.

## Galerie de imagini

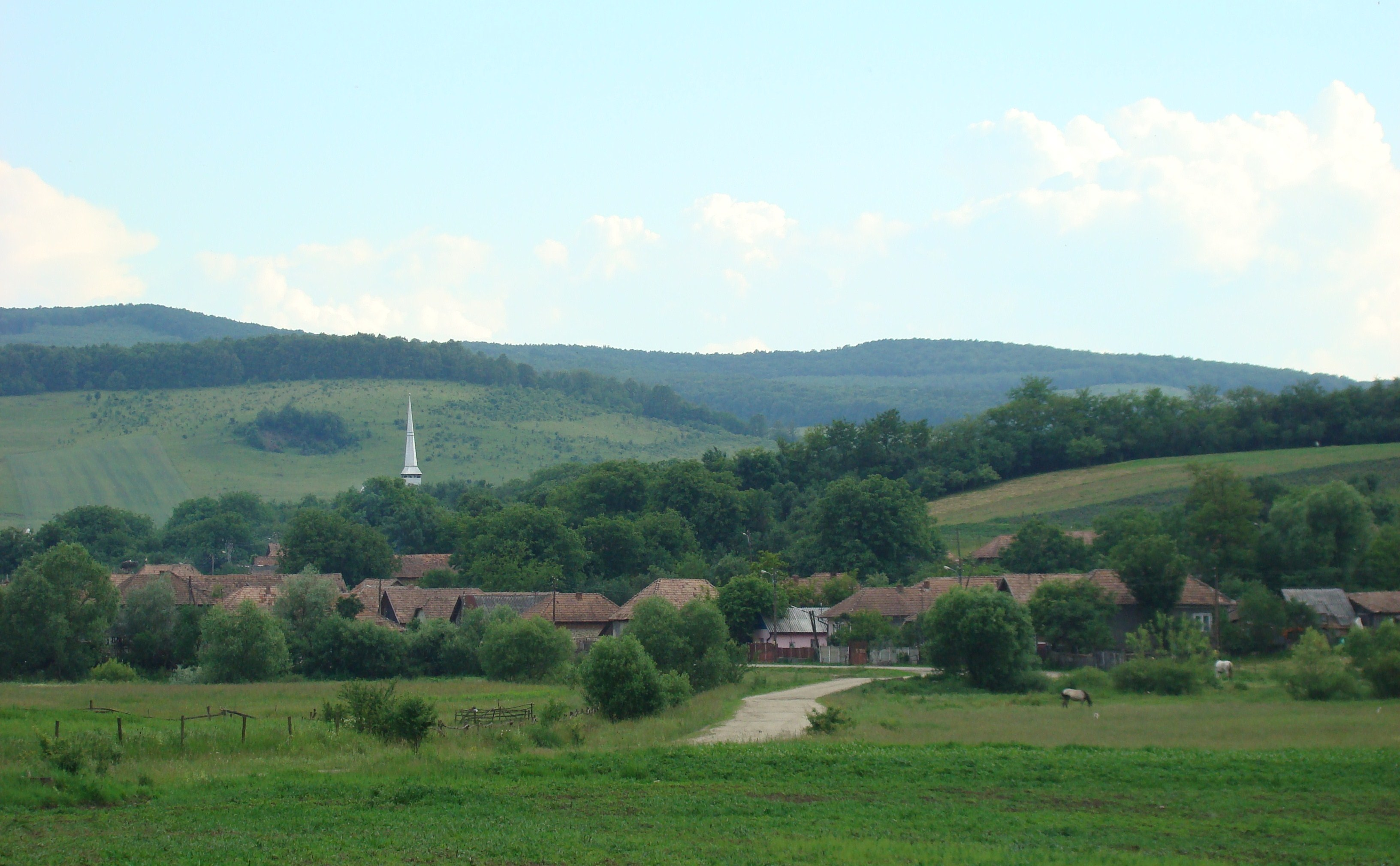
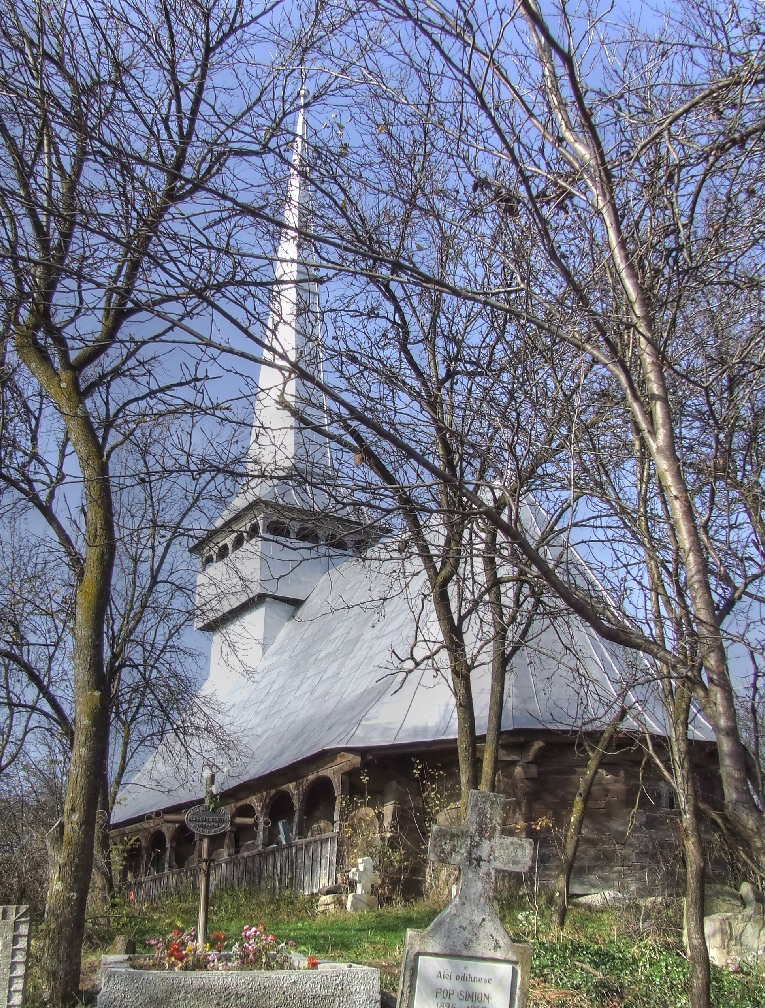
Absida altarului Bisericii de lemn
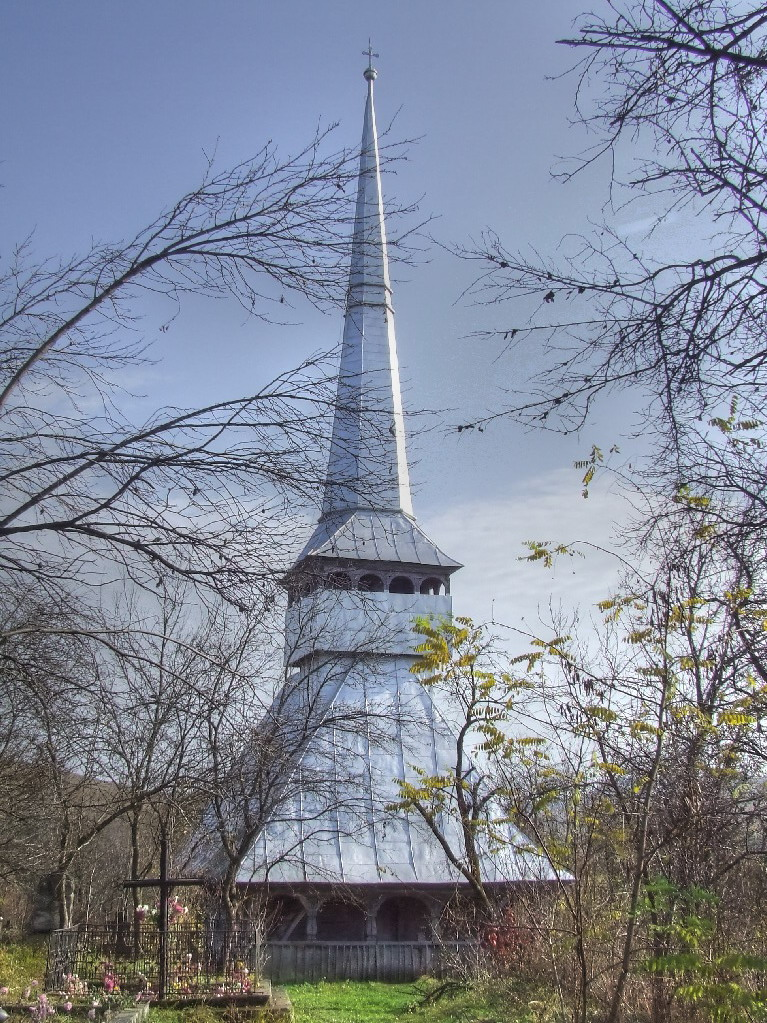
Biserica de lemn din Aşchileu Mare (1840)
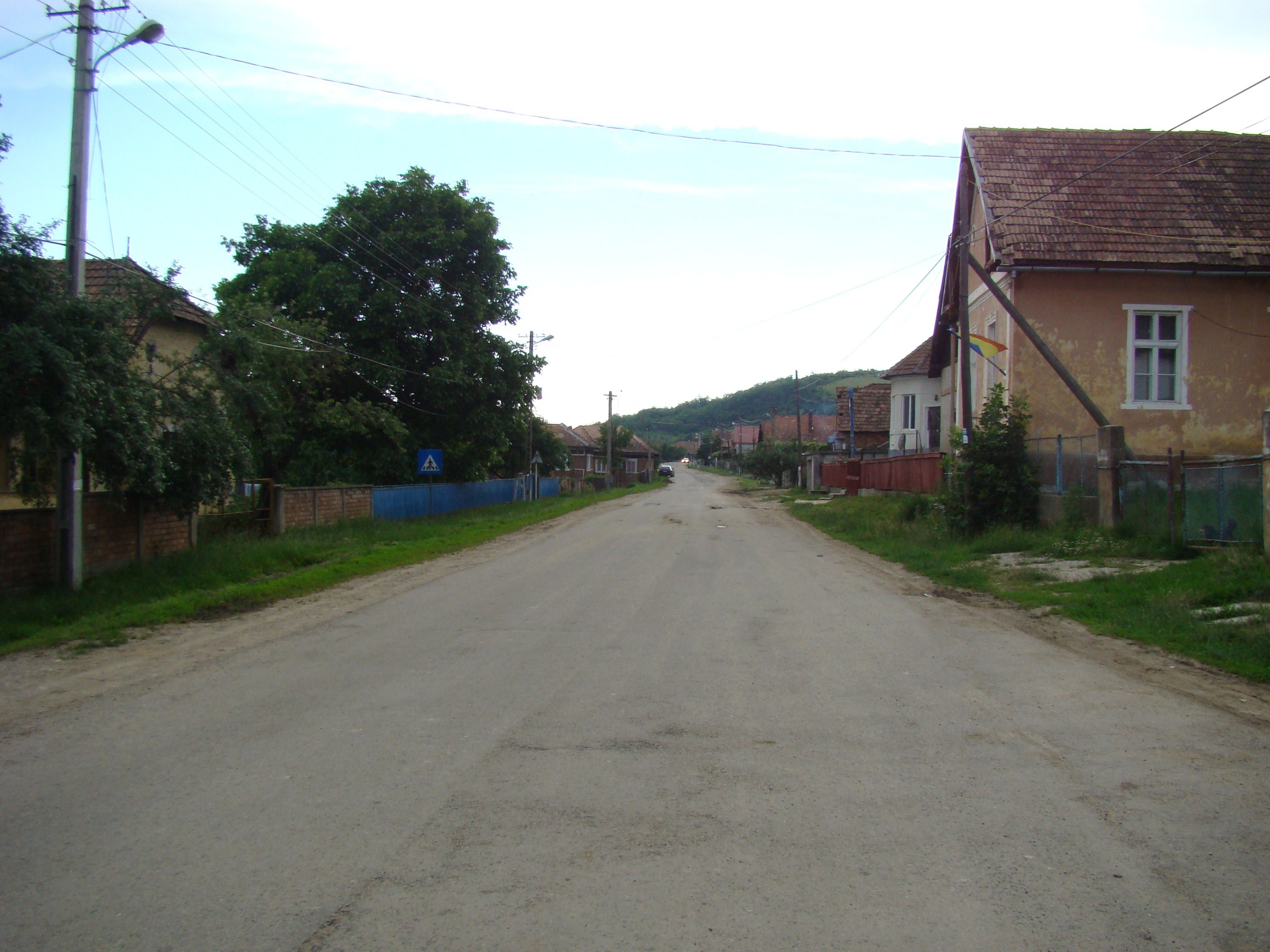
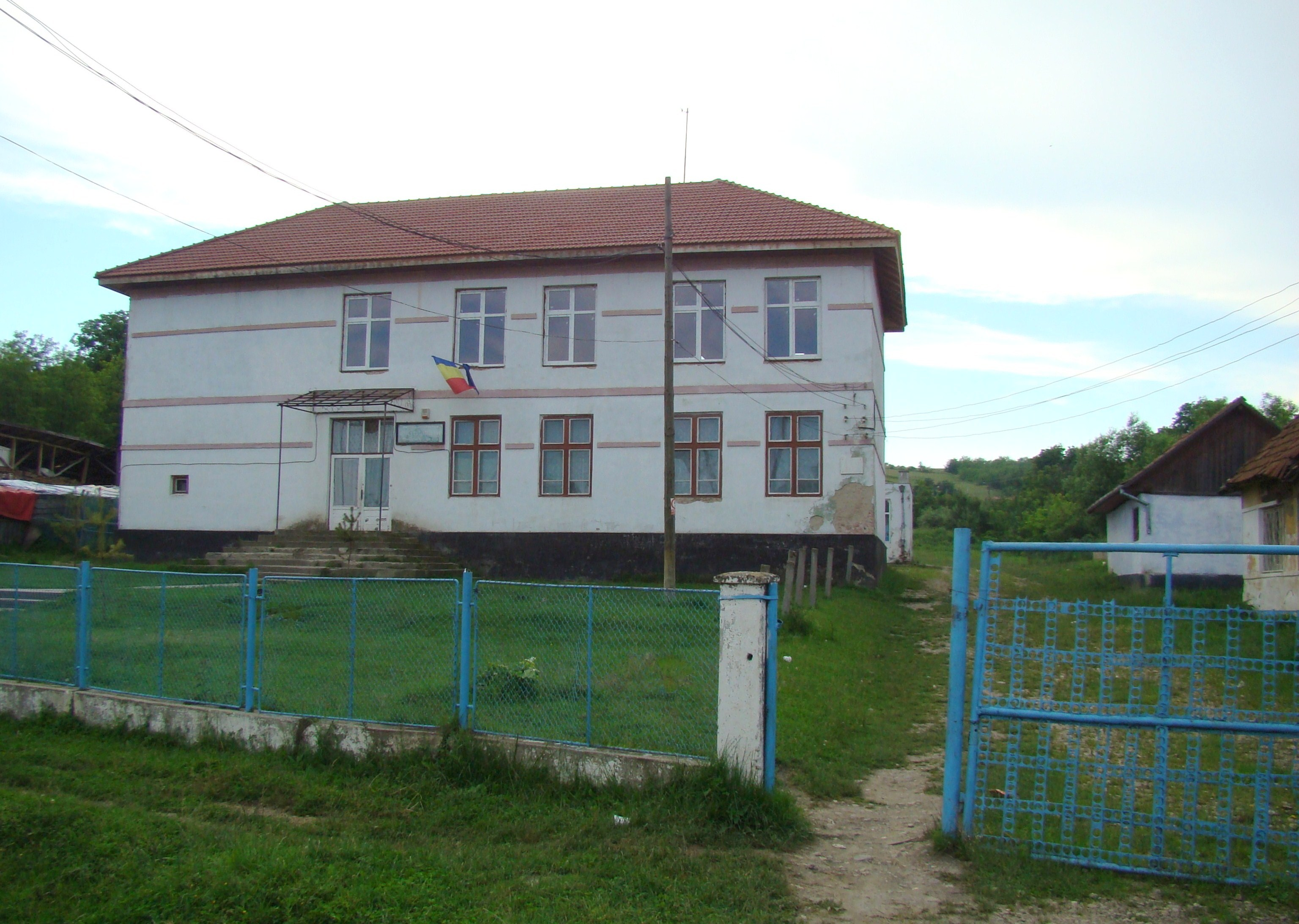
Școala
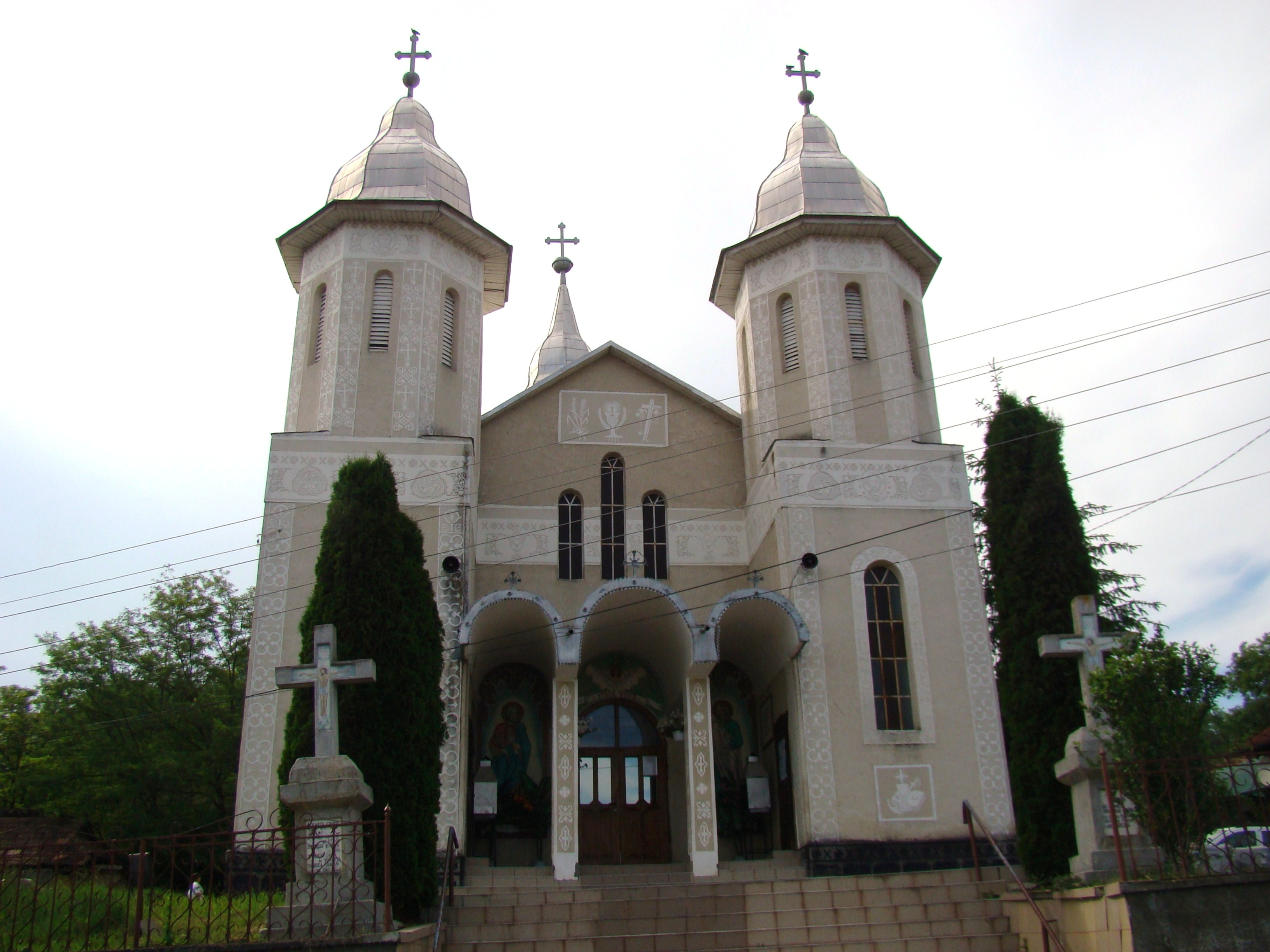
Biserica ortodoxă de zid
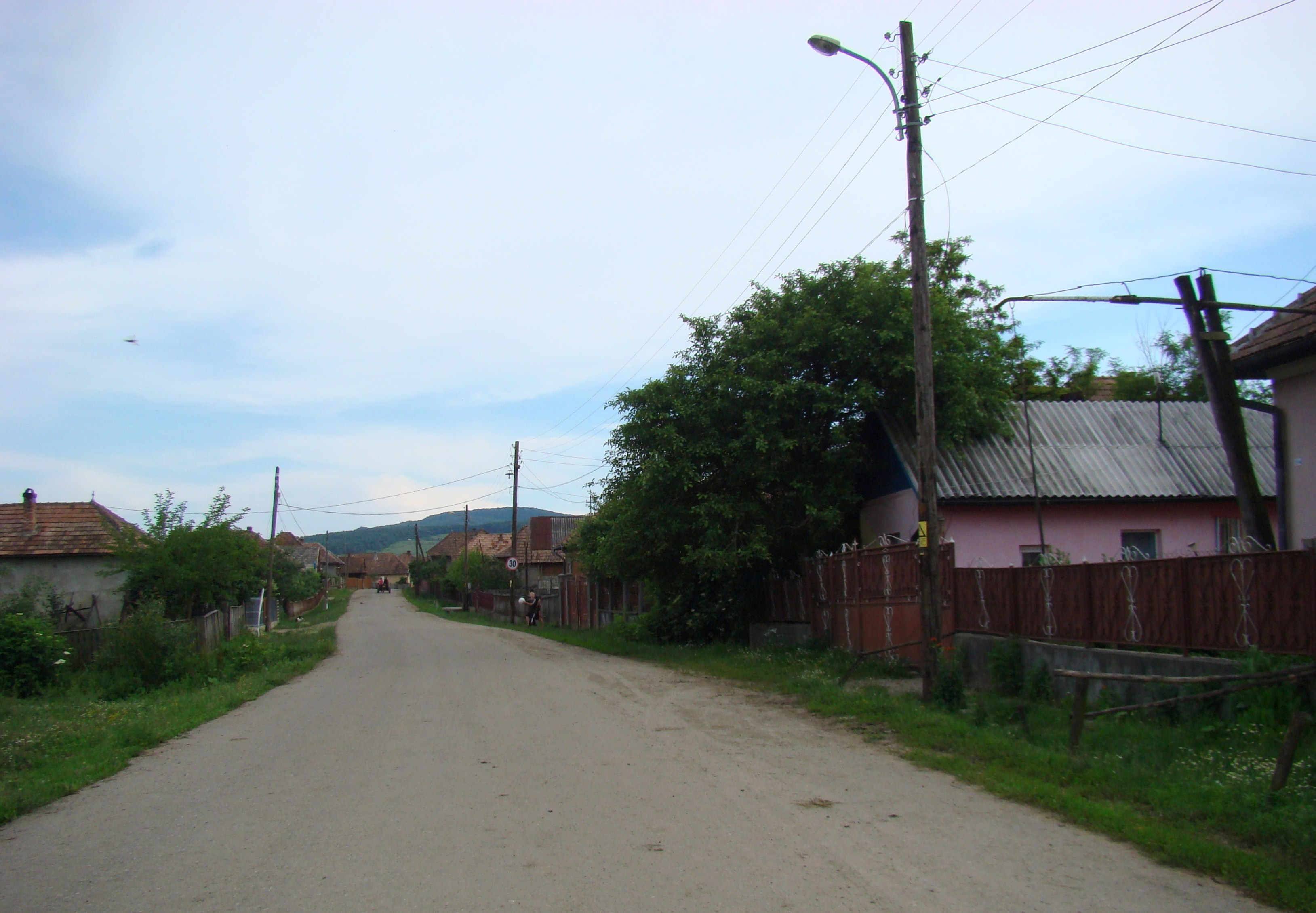
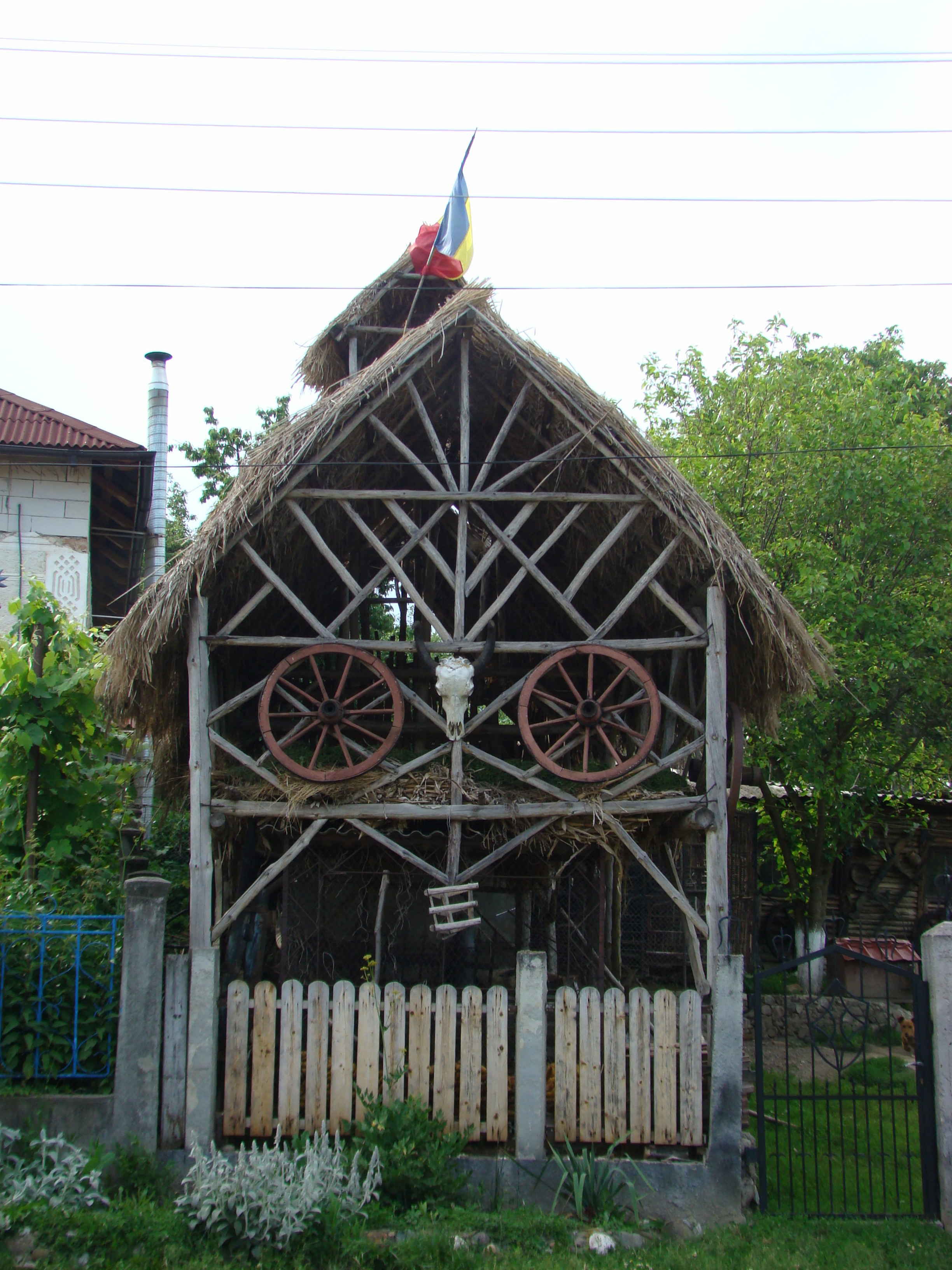
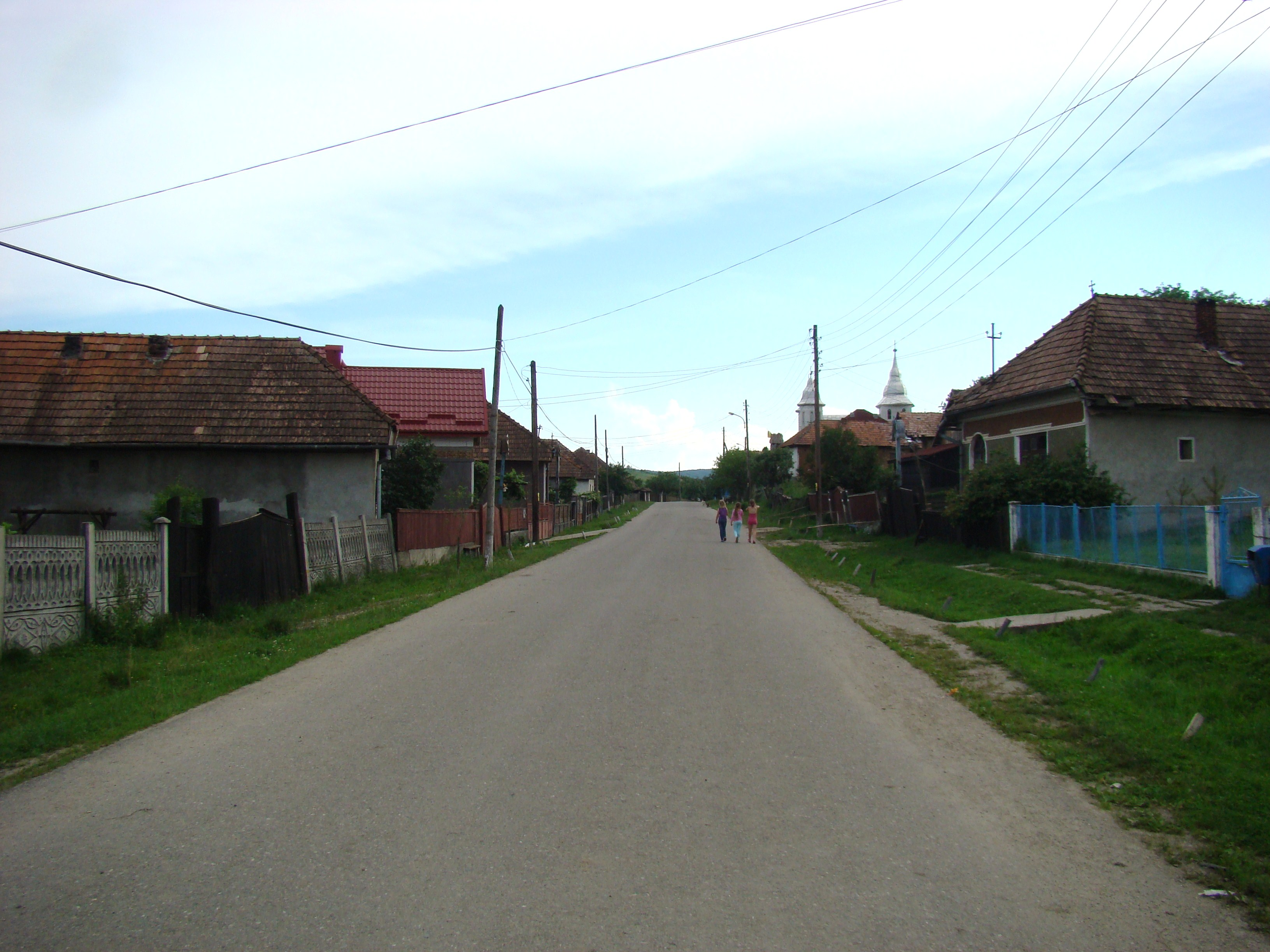
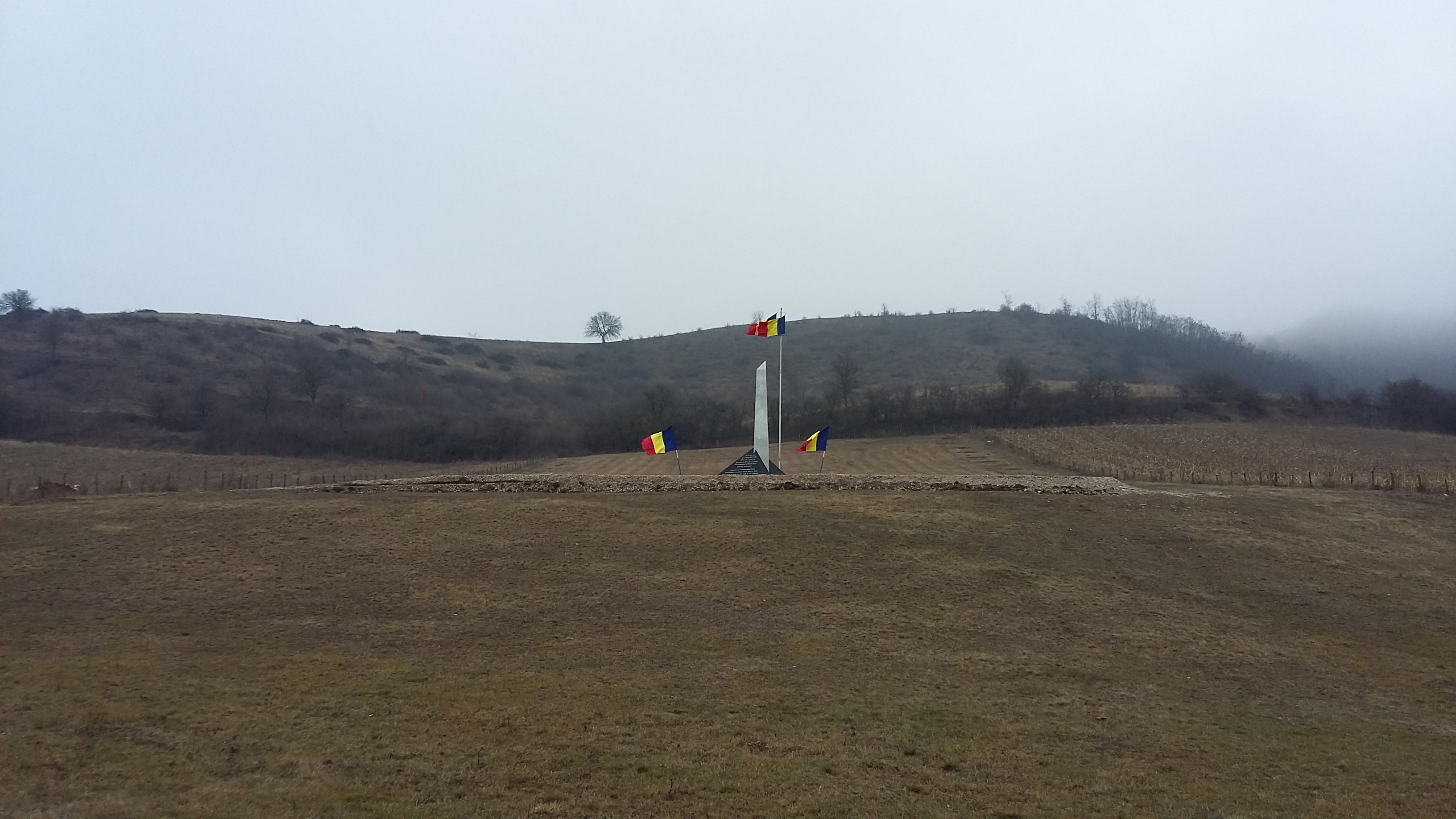
Monumentul Voievodului Gelu
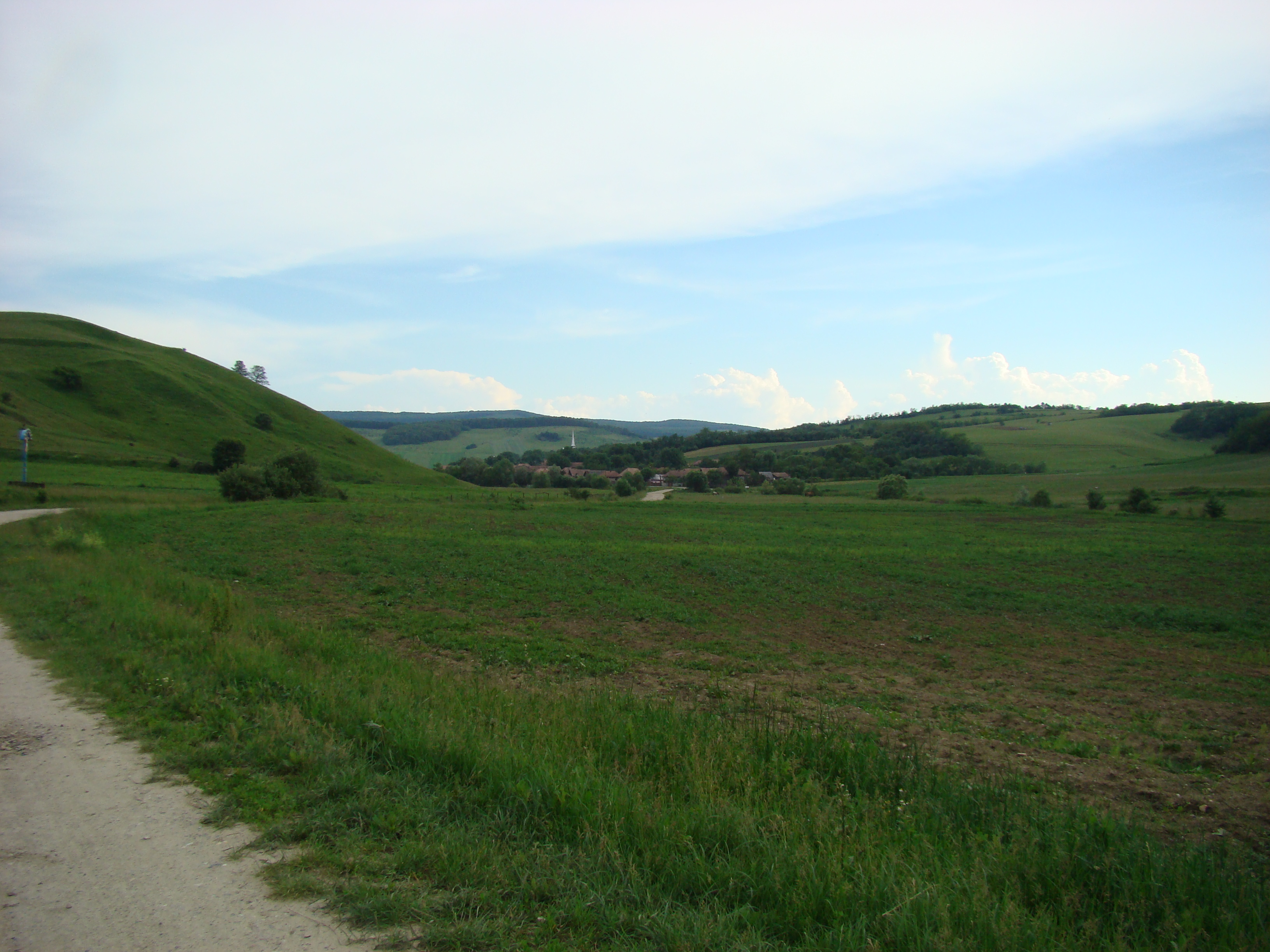

## Bibliografie

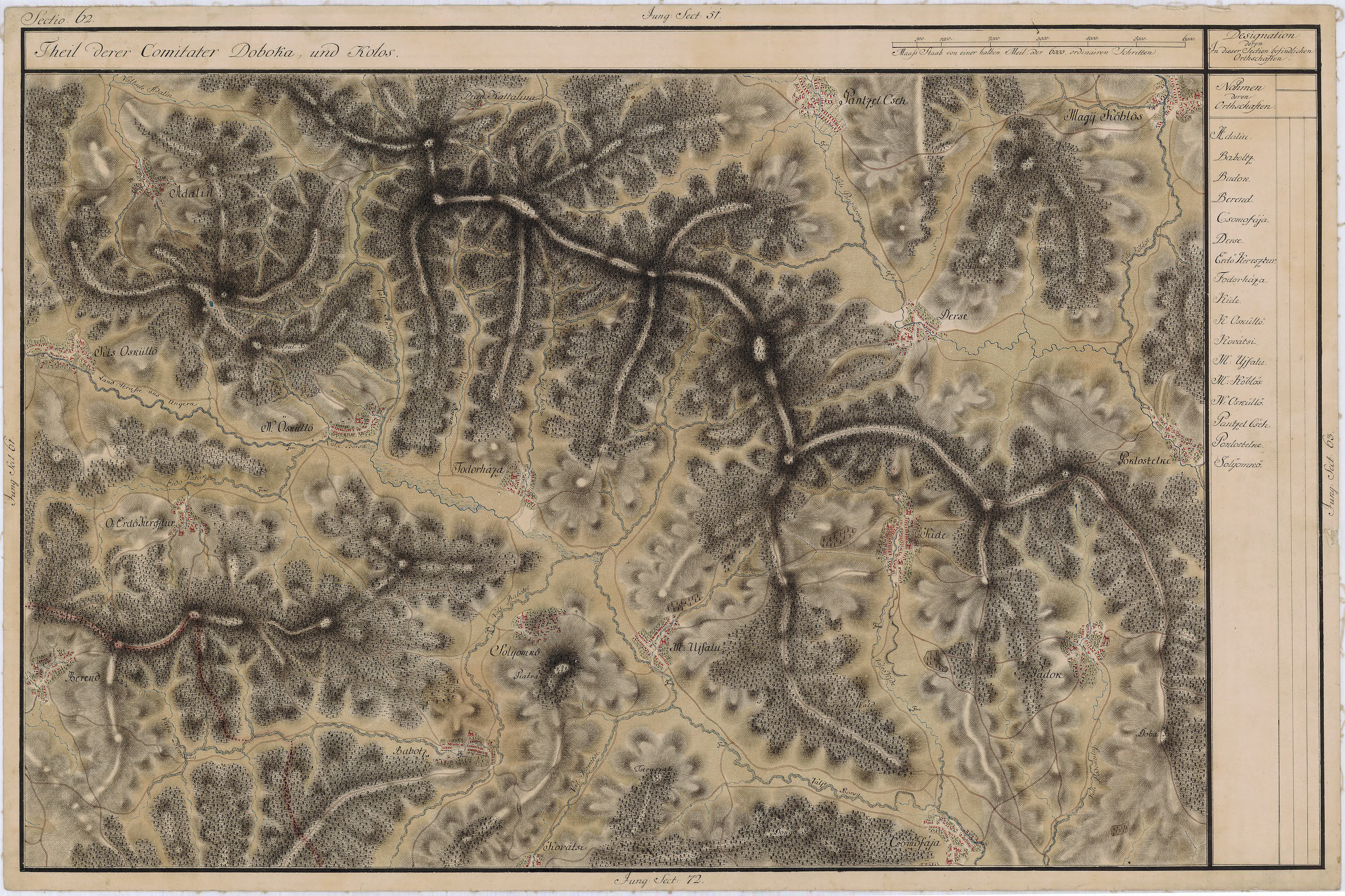
Aşchileu Mare pe Harta Iosefină a Transilvaniei, 1769-1773